# Romavia
Romavia, eigentlich Compania Românã de Aviatie Romavia R.A., war eine rumänische Fluggesellschaft mit Sitz in Bukarest und neben TAROM die zweite staatliche Fluggesellschaft des Landes.

## Geschichte
Am 3. April 1991 gründete die rumänische Regierung die Fluggesellschaft Romavia. Noch im gleichen Jahr wurde der Flugbetrieb aufgenommen.
Im Oktober 2010 stellte die Gesellschaft ihren Flugbetrieb ein.

## Geschäftsfelder
Es wurden hauptsächlich VIP-Flüge für Regierungsbehörden und rumänische Politiker durchgeführt. Daneben wurde Flugzeuge aber auch für europaweite Fracht- und Passagiercharterflüge zur Verfügung gestellt. Außerdem existierte ein eigener Wartungsbetrieb.

## Flotte

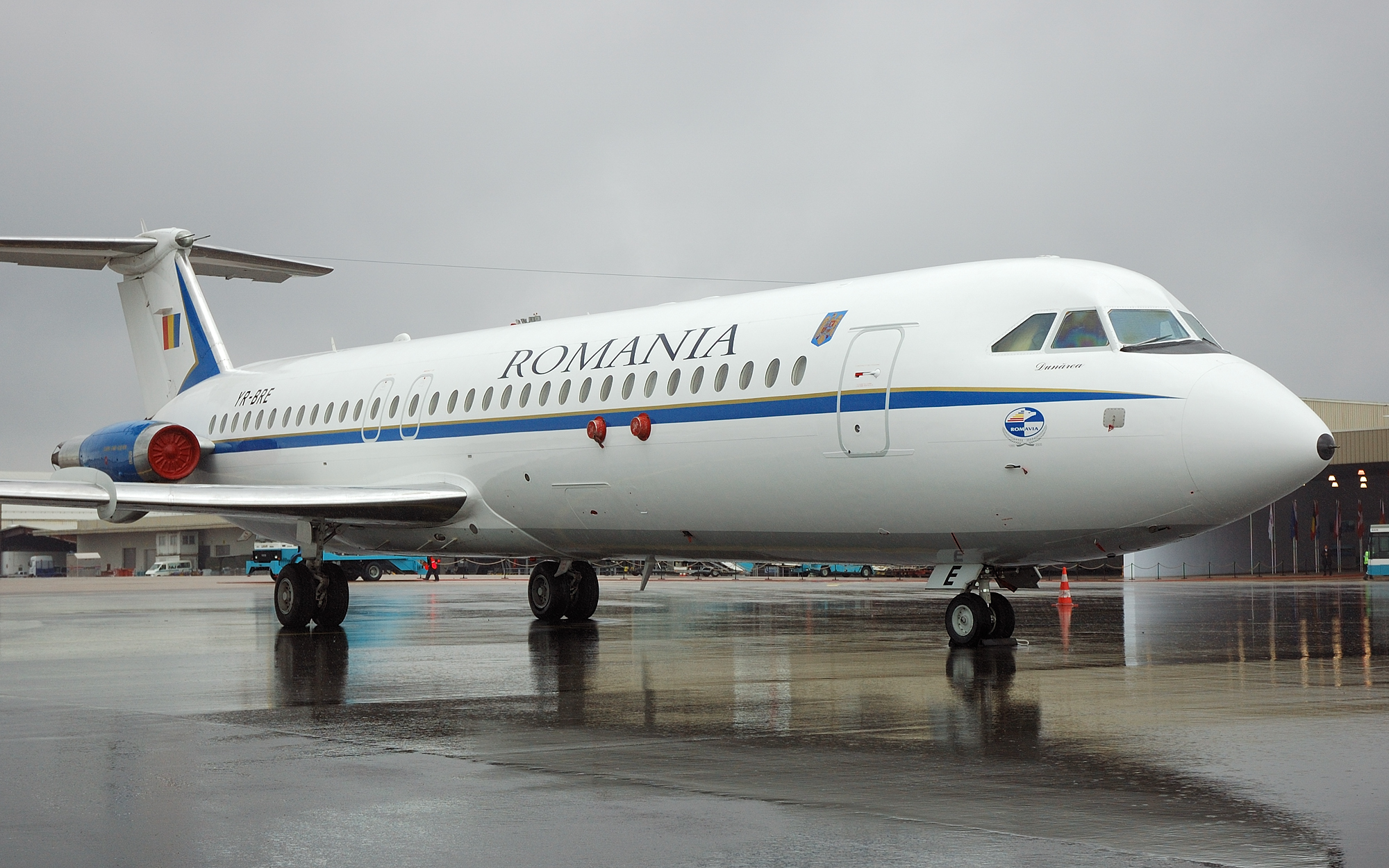
BAC 1-11 der Romavia

Zur Betriebseinstellung im Oktober 2010 bestand die Flotte aus drei Flugzeugen:
- 2 BAC 1-11
- 1 Antonow An-24

Davor operierte man ebenfalls Flugzeuge der folgenden Typen:
- Boeing 707-300
- BAe 146-200
- Iljuschin Il-18
- Antonow An-26

## Zwischenfälle
- Am 10. Januar 1991 wurde das Flugzeug des Präsidenten, die Boeing 707-3K1C YR-ABD, bei einem örtlichen Testflug irreparabel beschädigt. Bei der Landung auf dem Flughafen Bukarest Henri Coandă berührte der linke Flügel den Boden, so dass ein Feuer in Triebwerk Nummer 1 ausbrach und der äußere linke Flügel abbrach. Das Flugzeug kam unkontrolliert im Gras neben der Landebahn zum Stillstand und fing Feuer. Alle 13 Besatzungsmitglieder konnten sich retten.[3]

- Am 13. Dezember 1995 stürzte eine für die Banat Air betriebene Antonow An-24 (YR-AMR) kurz nach dem Start vom Flughafen Verona wegen eines Strömungsabrisses in den Boden. Ursache war, dass die Maschine trotz Schneefalls nicht enteist worden war. Darüber hinaus war sie um mindestens zwei Tonnen überladen. Alle 49 Menschen an Bord wurden getötet (siehe auch Banat-Air-Flug 166).[4]

- Am 22. April 2008 kam eine an Carpatair vermietete BAe 146-200 (YR-BEB) von der Landebahn des Flughafens Bukarest Henri Coandă ab, nachdem das Hauptfahrwerk zusammengebrochen war. Alle 73 Insassen konnten sich retten, das Flugzeug wurde jedoch irreparabel beschädigt.[5]